# Кион (Мен и Лоара)
Кион (фр. Cuon) насеље је и општина у западној Француској у региону Лоара, у департману Мен и Лоара која припада префектури Сомир.
По подацима из 2011. године у општини је живело 608 становника, а густина насељености је износила 46,31 становника/km². Општина се простире на површини од 13,13 km². Налази се на средњој надморској висини од 54 метара (максималној 91 m, а минималној 36 m).

## Демографија
| 1962. | 1968. | 1975. | 1982. | 1990. | 1999. | 2011. |
| ----- | ----- | ----- | ----- | ----- | ----- | ----- |
| 548   | 531   | 486   | 413   | 416   | 481   | 608   |

График промене броја становника у току последњих година